# نوفا أوليندا دو نورتي
نوفا أوليندا دو نورتي (بالبرتغالية: Nova Olinda do Norte‏) هي بلدية تقع في البرازيل في الأمازون (ولاية). يقدر عدد سكانها بـ 30,252 نسمة ومساحتها 5,609 كم2 .